# 須田努
須田 努（すだ つとむ、1959年〈昭和34年〉 - ）は、日本の日本史学者。明治大学情報コミュニケーション学部教授。博士（文学）。専門は日本近世・近代史、民衆運動史・民衆思想史。特に悪党の研究で知られる。

## 経歴
群馬県高崎市に生まれる。1981年明治大学文学部史学地理学科卒業、1991年早稲田大学大学院文学研究科日本史学専攻博士課程満期退学。2002年「「悪党」の一九世紀 民衆運動の変質から見た近代移行期」で早稲田大学博士（文学）。2008年明治大学情報コミュニケーション学部准教授、のち教授。研数学館、河合塾日本史科講師だった。アジア民衆史研究会幹事。

## 著書
- 『「悪党」の一九世紀 民衆運動の変質と“近代移行期”』 （青木書店） 2002
- 『センター試験 日本史Bが面白いほどとける本』（中経出版） 2003
- 『センター試験 日本史Bの点数が面白いほどとれる本』（中経出版） 2005
- 『イコンの崩壊まで 「戦後歴史学」と運動史研究』（青木書店） 2008
- 『大学入試にでる完全無欠の日本史B「近代・現代」』（中経出版） 2008
- 『大学入試にでる完全無欠の日本史B「原始・古代・中世・近世」』（中経出版） 2008
- 『幕末の世直し 万人の戦争状態』（吉川弘文館、歴史文化ライブラリー） 2010　オンデマンド版　2022　ISBN　9784642757072
- 『三遊亭円朝と江戸落語』（吉川弘文館、人をあるく） 2015　ISBN　	9784642067874
- 『吉田松陰の時代』（岩波書店、岩波現代全書） 2017
- 『三遊亭円朝と民衆世界』（有志舎） 2017
- 『幕末社会』（岩波新書） 2022

### 共編著
- 『暴力の地平を超えて 歴史学からの挑戦』（趙景達, 中嶋久人共著、青木書店） 2004
- 『逸脱する百姓 菅野八郎からみる一九世紀の社会』（編、東京堂出版） 2010
- 『比較史的にみた近世日本 「東アジア化」をめぐって』（趙景達共編、東京堂出版） 2011
- 『近世人の事典』（深谷克己共編、東京堂出版） 2013
- 『地域の記録と記憶を問い直す 武州山の根地域の一九世紀』（白井哲哉共編、八木書店古書出版部） 2016